# Rotastruma

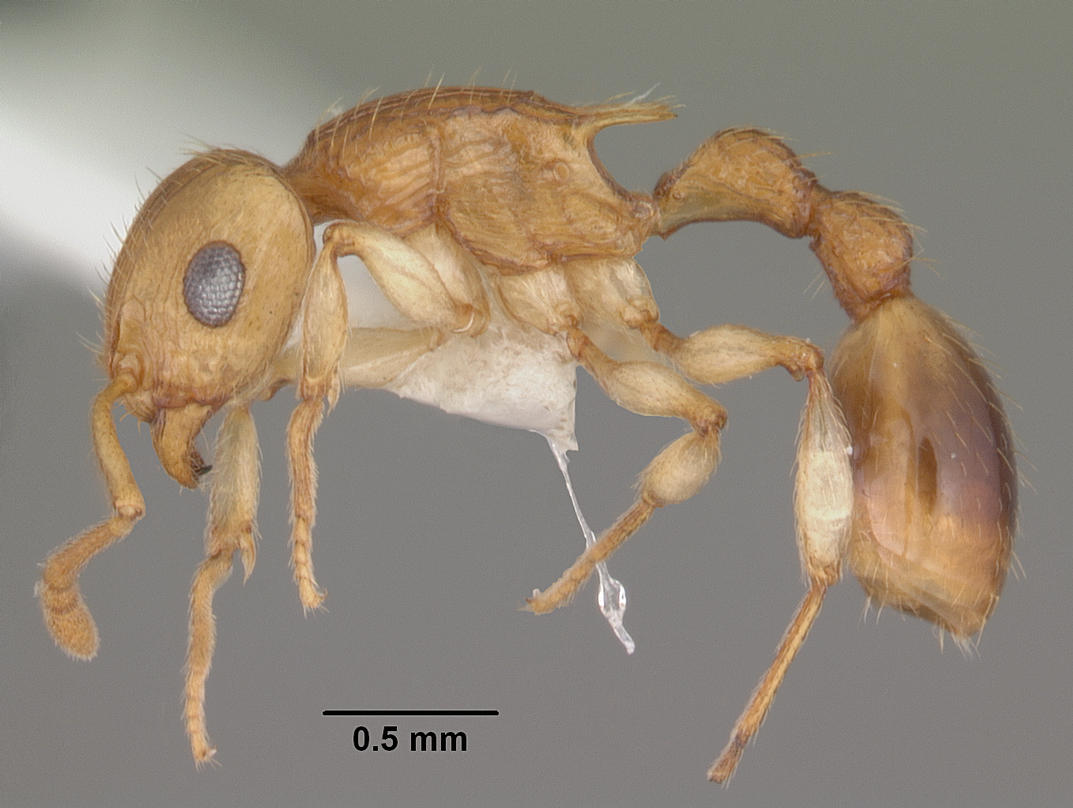
Rotastruma recava

Rotastruma (лат.) — род мелких муравьёв из подсемейства Myrmicinae (Formicidae).

## Распространение
Юго-Восточная Азия.

## Описание
Мелкие муравьи (длина около 3—4 мм) жёлто-рыжего цвета. Булава 12-члениковых усиков состоит из 3 сегментов. Нижнечелюстные щупики 5-члениковые, нижнегубные щупики состоят из 3 сегментов. Жвалы треугольные, с 6 зубцами, уменьшающимися в размере от апикального до базального. Наличник со срединным продольным килем; передний край клипеуса с парой волосков около средней точки. Срединная часть наличника широкая кзади, широко вставляется между лобными долями. Лобные доли узкие; каждая доля заметно уже чем та часть наличника, которая вставляется между ними. Торулюсы не выступающие. Фронтальные кили очень слабо выражены; усиковые бороздки представлены лишь крайне неглубокими областями, идущие над глазами. Глаза большие, расположены на середине длины головы или сразу за ней. Голени средних и задних ног без шпор. Стебелёк между грудкой и брюшком состоит из двух члеников: петиолюса и постпетиолюса (последний четко отделен от брюшка), жало развито.

## Систематика
3 видов. Род относится к трибе Crematogastrini (ранее в Formicoxenini). Имеет сходство с Paratopula и Romblonella.
- Rotastruma epispina Hosoishi et Yamane, 2021 — Камбоджа[2]
- Rotastruma recava Bolton, 1991 — заповедник Букит-Тимах (Сингапур), Саравак (Малайзия) typus
- Rotastruma stenoceps Bolton, 1991 — Китай[3]